# Средний Наставнический переулок
Сре́дний Наста́внический переу́лок — небольшая улица в центре Москвы в Таганском районе от Наставнического переулка.

## Происхождение названия
Ранее именовался Средний Полуярославский переулок, данное в XIX веке по суконной фабрике купца И. М. Полуярославцева, находившейся здесь в первой половине XVIII веке. В 1938 году назван по Наставническому переулку, на который выходит. Последний назван по наставникам — духовным лицам у старообрядцев-беспоповцев.

## Описание
Средний Наставнический переулок начинается от Наставнического, проходит на запад к реке и заканчивается тупиком, не доходя до Костомаровской набережной.